# Илькирш-Граффенштаден
Ильки́рш-Граффенштаден (фр. Illkirch-Graffenstaden [ilkiʁʃ ɡʁafɛnʃtadɛn], эльз. Ìllkìrich-Gràffestàde) — город и коммуна на северо-востоке Франции в регионе Гранд-Эст (бывший Эльзас — Шампань — Арденны — Лотарингия), департамент Нижний Рейн, округ Страсбур, кантон Илькирш-Граффенштаден. До марта 2015 года коммуна и одноимённый кантон административно входили в состав округа Страсбур-Кампань.

## Географическое положение
Городок расположен на расстоянии около 400 км к востоку от Парижа, 7 км южнее Страсбурга.
Площадь коммуны — 22,21 км², население — 26 368 человек (2006) с тенденцией к росту: 26 455 человек (2013), плотность населения — 1191,1 чел/км². Является одним из наиболее быстрорастущих городов Франции: его население выросло более чем в два раза за период менее сорока лет.

## Население
Население коммуны в 2009 году составляло 26 793 человек, в 2011 году — 26 467 человек, в 2012 году — 26 379 человек, а в 2013-м — 26 455 человек.
Динамика населения:
| 1962 | 1968  | 1975  | 1982  | 1990  | 1999  | 2006  | 2008  | 2011  | 2012  | 2013  |
| ---- | ----- | ----- | ----- | ----- | ----- | ----- | ----- | ----- | ----- | ----- |
| 9607 | 11648 | 16330 | 19857 | 22307 | 23815 | 26368 | 26743 | 26467 | 26379 | 26455 |

## Экономика
В 2010 году из 18 476 человек трудоспособного возраста (от 15 до 64 лет) 13 575 были экономически активными, 4901 — неактивными (показатель активности 73,5 %, в 1999 году — 69,8 %). Из 13 575 активных трудоспособных жителей работали 12 034 человека (6348 мужчин и 5686 женщин), 1541 числились безработными (804 мужчины и 737 женщин). Среди 4901 трудоспособных неактивных граждан 2437 были учениками либо студентами, 1371 — пенсионерами, а ещё 1093 — были неактивны в силу других причин.

## Достопримечательности (фотогалерея)

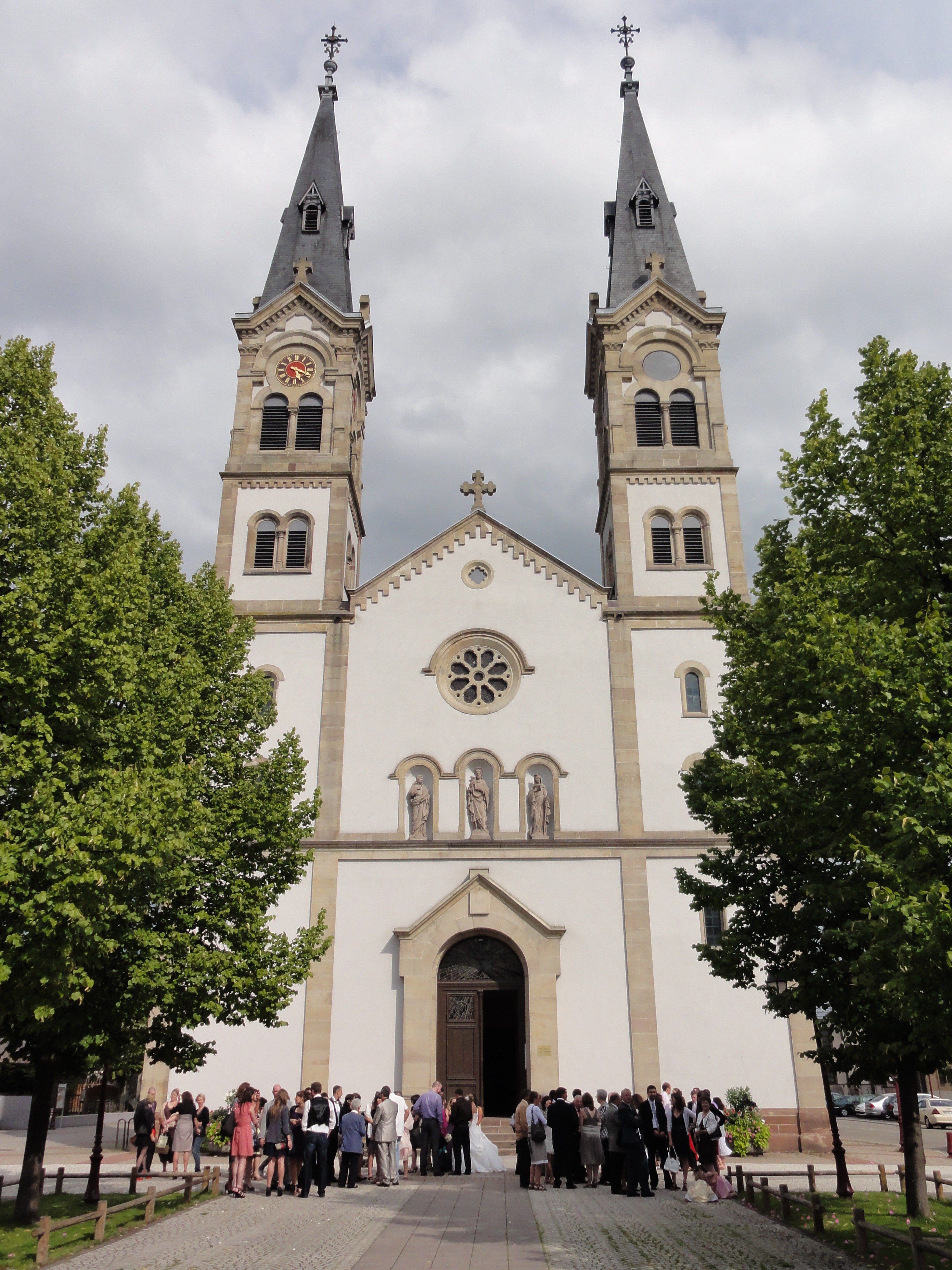
Церковь
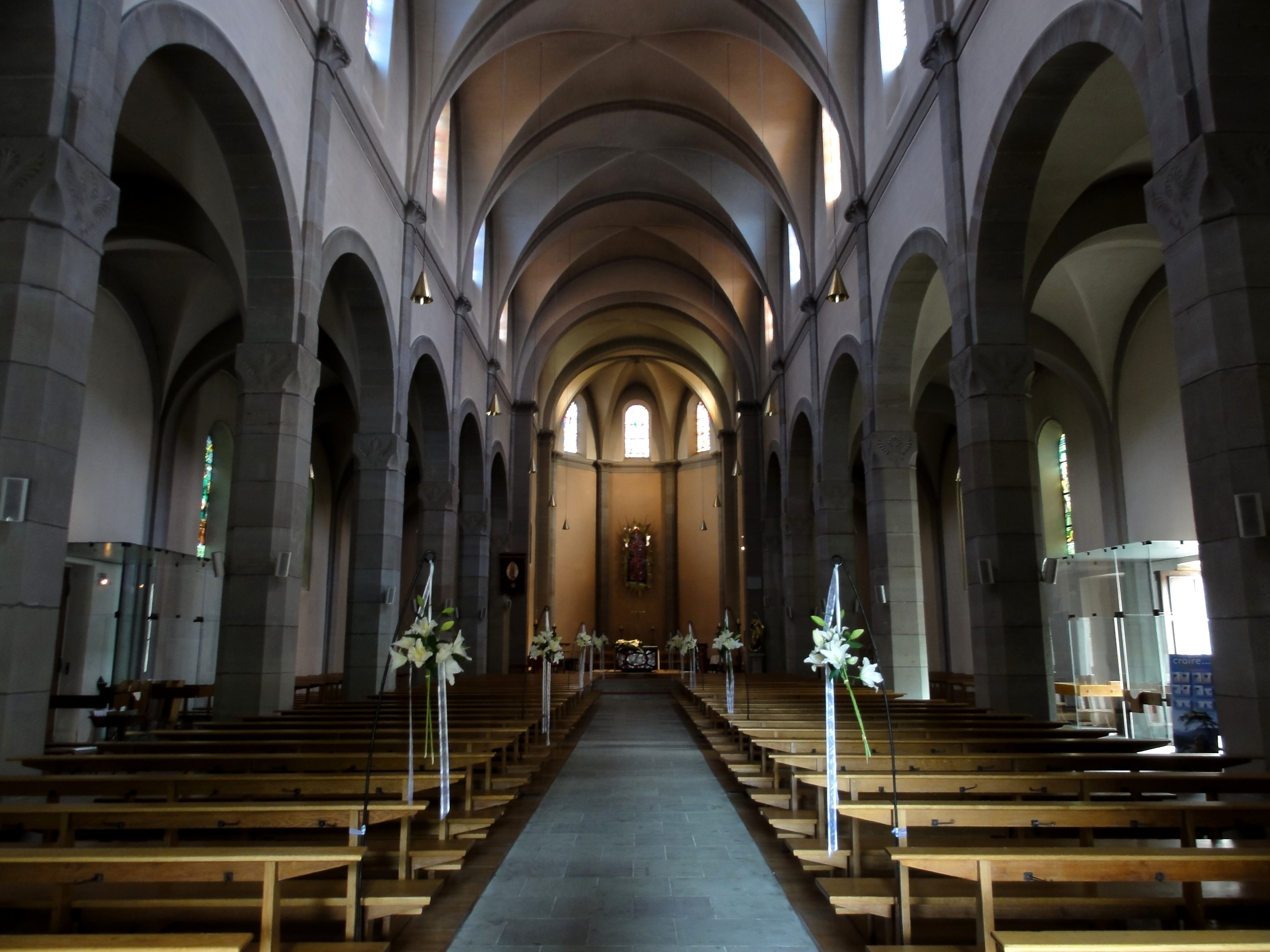
Интерьер
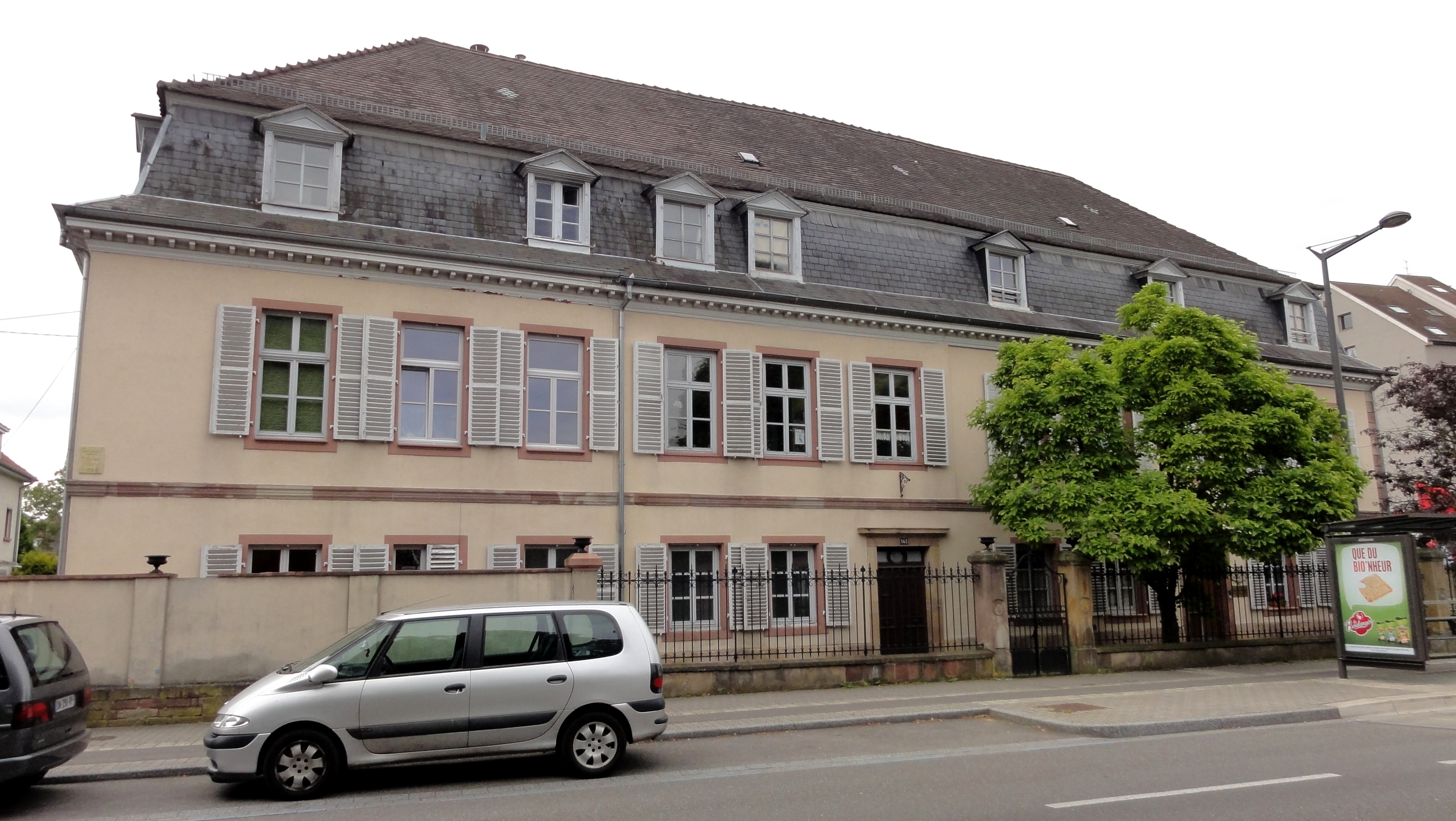
Приют Святой Марии Магдалины
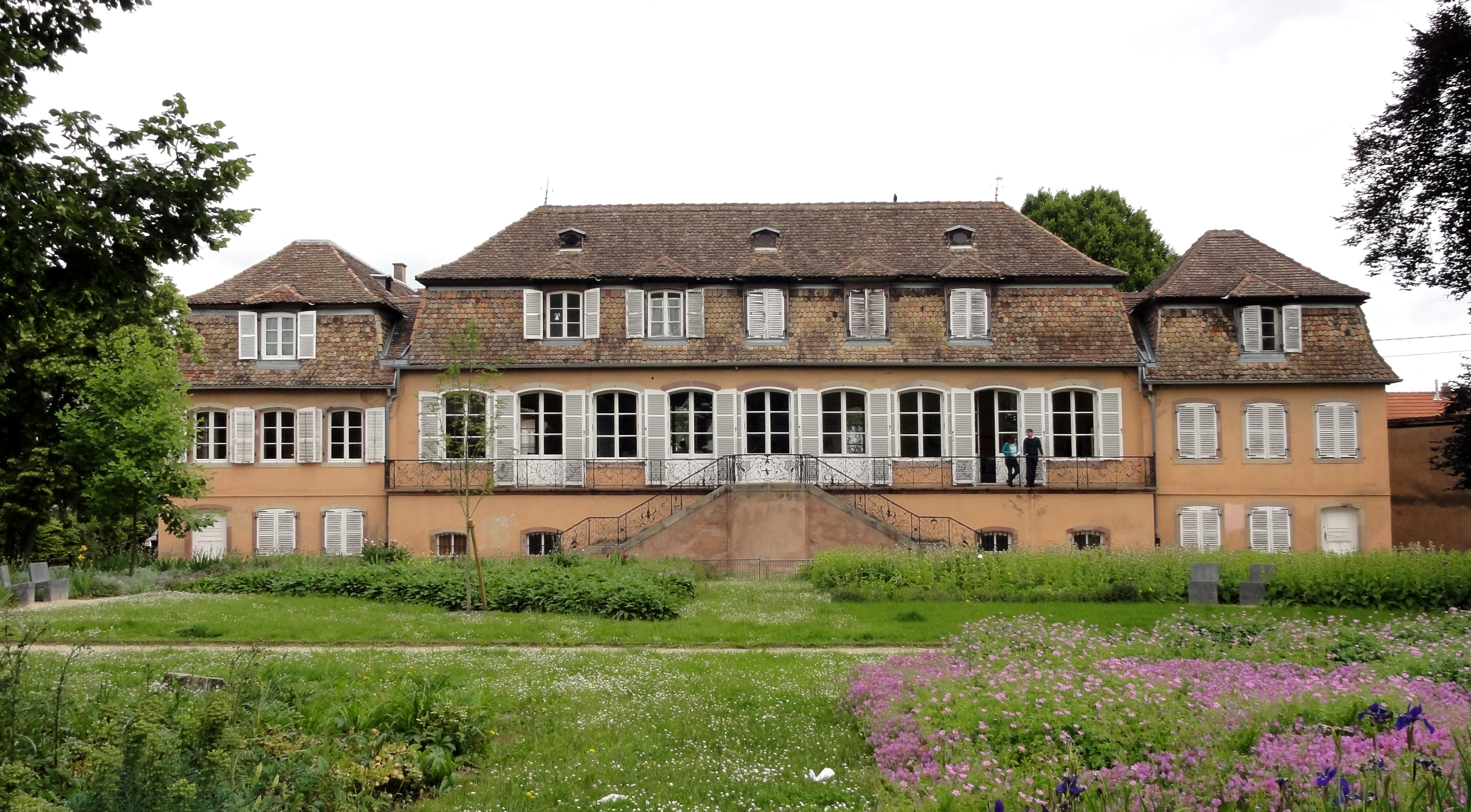
Оранжерея (XVIII век)
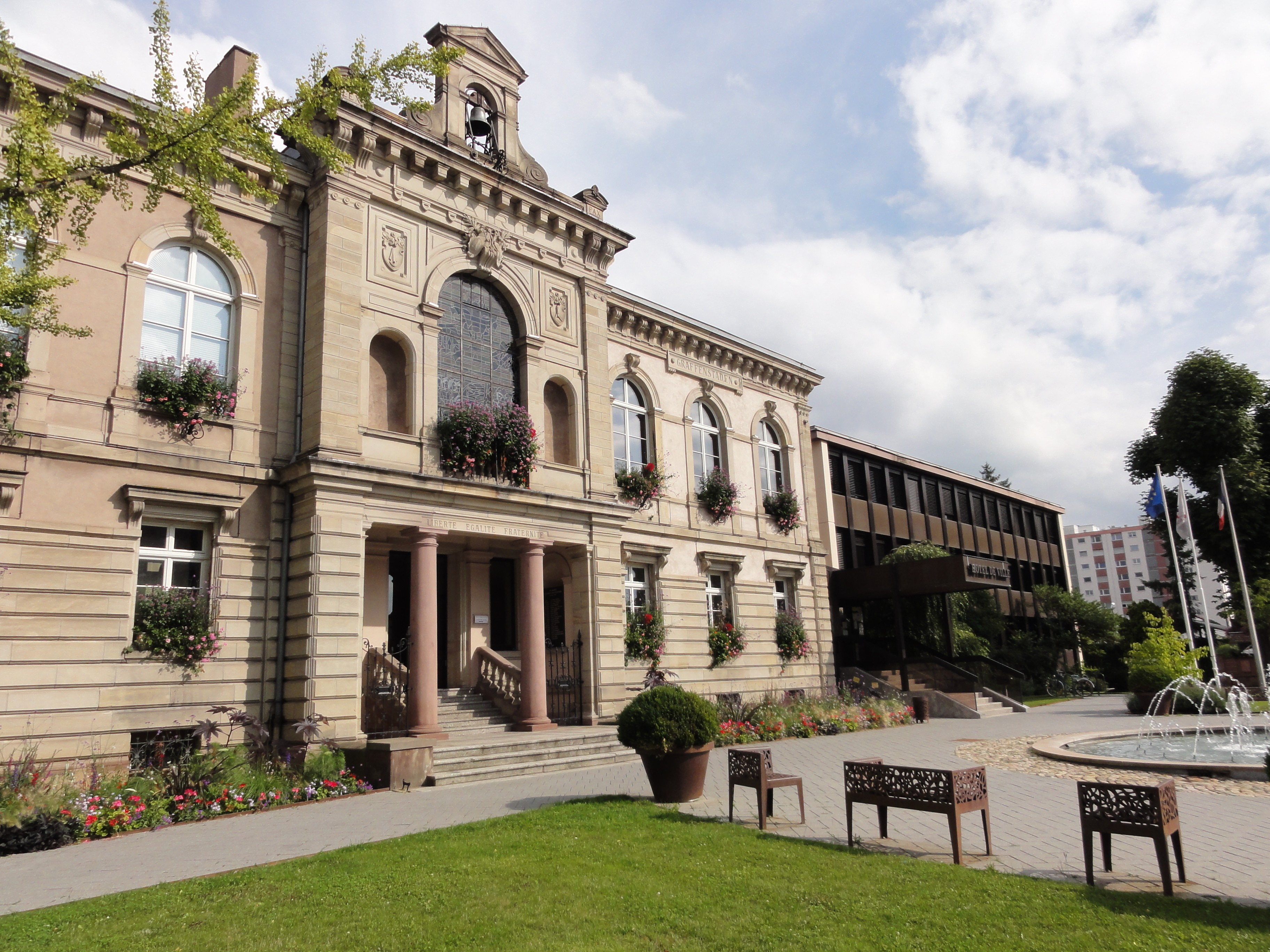
Здание мэрии